# 種植園屋 (聖赫勒拿)

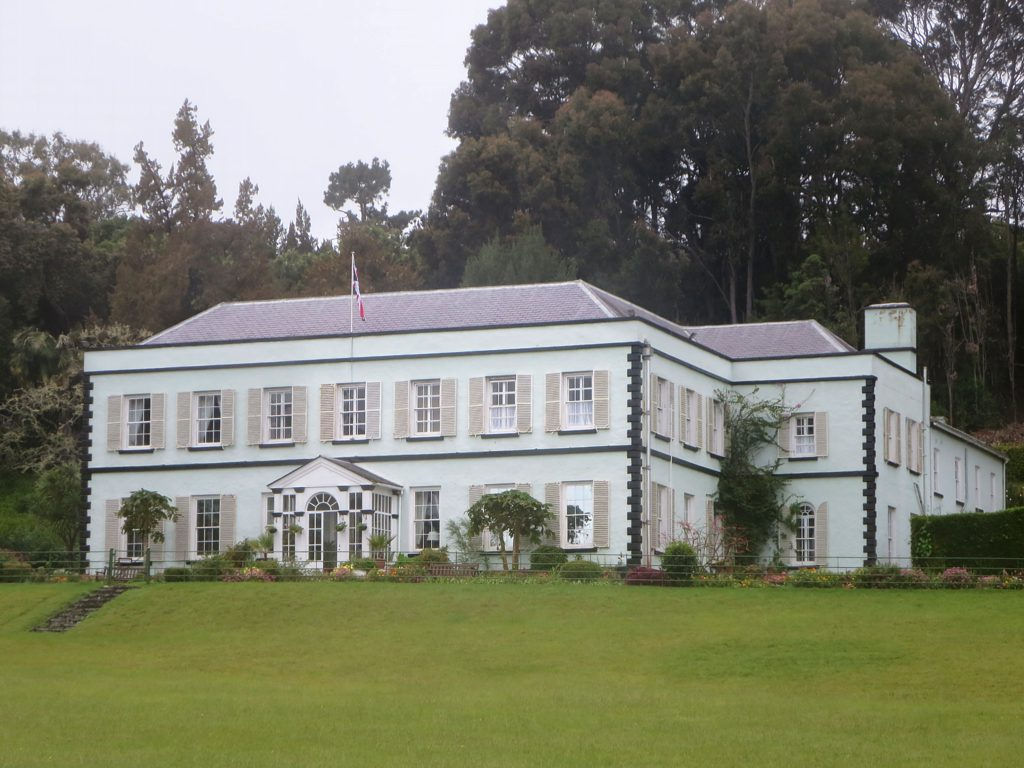

種植園屋（Plantation House）是聖赫勒拿總督的官邸。這座建築位於聖赫勒拿首府詹姆斯敦以南3.6 km（2.2 mi），由不列顛東印度公司修建與1791年至1792年。現在這座建築是英國的I級登錄建築。